# Line-in

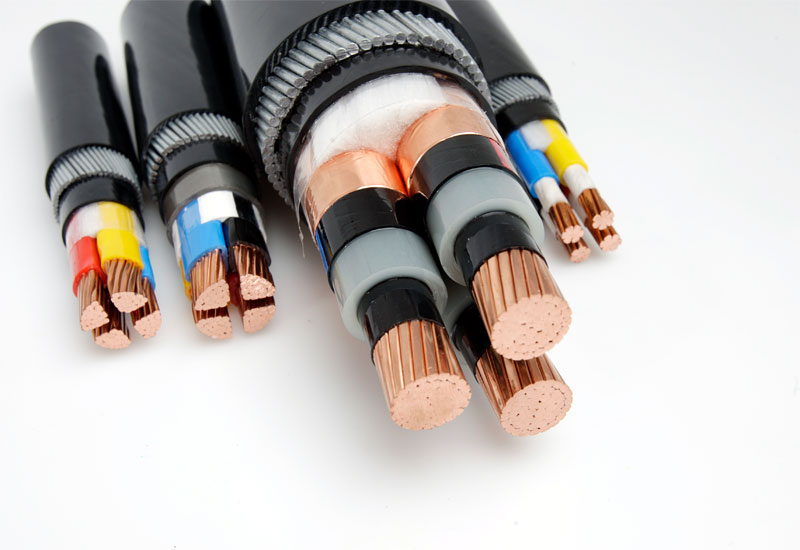
Line-in

Em engenharia eletrônica, line-in ou line in, é geralmente, qualquer circuito elétrico (ou loop) de um sistema elétrico. Este loop do circuito elétrico (ou rede elétrica), consiste em elementos elétricos (ou componentes) conectados diretamente de terminais de condutores para outros dispositivos em série.